# Аэропорт (роман)
«Аэропорт» (англ. Airport) — роман англо-канадского писателя Артура Хейли, повествующий о жизни и работе крупного городского аэропорта и о людях, использующих его, зависящих от него и страдающих от него.
Роман был опубликован в 1968 году. Был экранизирован в 1970 году. Экранизация имеет три продолжения — «Аэропорт 1975», «Аэропорт 77» и «Аэропорт-79: „Конкорд“».

## Сюжет
Действие романа происходит в вымышленном Международном аэропорту имени Линкольна в пятницу вечером, с 18:30 до 01:30, в один из январских дней 1967 года. Аэропорт имени Линкольна отдалённо схож с реальным Международным аэропортом О'Хара в Чикаго, хотя упоминающиеся в романе три взлётно-посадочные полосы в аэропорту О'Хара расположены в другом азимутальном направлении.
На аэропорт имени Линкольна обрушился снежный буран и из-за этого администрация аэропорта, наземные службы и лётный персонал вынуждены работать в условиях запредельных нагрузок, чтобы аэропорт продолжал функционировать.
Основной сюжет завязан на Мэле Бейкерсфелде, главном управляющем аэропорта. На него обрушивается множество проблем — начиная с пропавшего пикапа с едой для пассажиров рейса авиакомпании United Airlines; продолжая авиалайнером Boeing 707 авиакомпании «Аэро-Мехикан», перегородившим взлётную полосу №30 из-за неудачного поворота после посадки и застрявшим в снегу; и заканчивая семейными неурядицами.
Вторая сюжетная линия повествует о подготовке, полёте и трагическом происшествии на борту авиалайнера Boeing 707-320B авиакомпании «Транс-Америка» рейса 002 «Золотой Аргос», летящего в Рим, а также его относительно благополучной аварийной посадке, не закончившейся катастрофой благодаря героическим действиям экипажа и чёткой и слаженной работе наземных служб.
Третья сюжетная линия разворачивается вокруг авиадиспетчера Кейза Бейкерсфелда и его душевных переживаний после столкновения самолётов в воздухе.

## Персонажи
- Мэл Бейкерсфелд — управляющий Международным аэропортом имени Линкольна. Бывший военный лётчик, участвовал в Корейской войне, где был сбит и получил травму, что сделало невозможным его дальнейшую лётную карьеру. Испытывает дружескую симпатию к Тане Ливингстон, события романа ещё больше сближают их. Его внешность — высокий, худощавый, слегка прихрамывает.
- Кейз Бейкерсфелд — брат Мэла Бейкерсфелда, один из авиадиспетчеров аэропорта имени Линкольна. Получил душевную травму из-за ошибки своего стажёра, которая привела к столкновению в воздухе двух самолётов (Beechcraft Bonanza и T-33). Хотя расследование не выявило его вины, тем не менее он продолжает считать себя виноватым. Планировал покончить жизнь самоубийством.
- Вернон Димирест — пилот авиакомпании «Транс-Америка». В романе является командиром экипажа авиалайнера Boeing 707-320B, выполняющего беспосадочный рейс 002 «Золотой Аргос» в Рим. Его личность противоречива — с одной стороны он отъявленный и самовлюблённый эгоист, считающий, что только его мнение представляет ценность, и способный на мелкие и крупные пакости, если с его мнением не согласны; но с другой стороны он пилот 1-го класса, показавший огромное самообладание в критической ситуации. Изменил жене со старшей стюардессой Гвен Мейген.
- Сара Димирест — жена Вернона Димиреста, старшая сестра Мэла и Кейза Бейкерсфелдов.
- Синди Бейкерсфелд — жена Мэла Бейкерсфелда. Бывшая актриса, помешана на светском образе жизни (Мэл нужен ей лишь для того, чтобы сопровождать её на светских раутах для придания ей большего «веса»). Устраивает истерики по поводу «зацикленности» Мэла делами аэропорта и считает, что Мэл мог бы проводить на работе поменьше времени и побольше времени уделять ей. Успевает изменить Мэлу и потребовать от него развода на протяжении всех семи часов повествования.
- Джо Патрони — главный авиамеханик авиакомпании Trans World Airlines (TWA) в аэропорту имени Линкольна. Выдающийся организатор труда наземно-технического персонала. Американец итальянского происхождения. Есть жена Мари и трое детей.
- Д. О. Герреро — разорившийся делец с психопатологиями. Пытался взорвать рейс 002 «Золотой Аргос» ради получения страховки; перед вылетом застраховал свою жизнь в пользу своей жены Инес на $ 300 000.
- Гвен Мейген — старшая стюардесса авиакомпании «Транс-Америка», любовница Вернона Димиреста. Выполняла обязанности старшей бригады стюардесс на рейсе 002 «Золотой Аргос». Её внешность — жгучая брюнетка невысокого роста с миловидным лицом и мелодичным английским выговором. Забеременела от Вернона Димиреста. Проявила незаурядное мужество и находчивость во время критической ситуации на борту рейса 002 «Золотой Аргос». Была тяжело ранена во время взрыва.
- Таня Ливингстон — старший сотрудник по работе с пассажирами авиакомпании «Транс-Америка». Миловидная рыжеволосая женщина. Влюблена в Мэла Бейкерсфелда, давно «записана» в его любовницы машиной аэропортовских слухов, хотя ею не является. На фоне событий, происходящих в повествовании, их роман переходит на новый уровень. Имеет своеобразную причуду — в русском переводе романа говорится, что она никогда не использует в напечатанных на машинке текстах заглавных букв, но приведённые в том же переводе её служебные записки лишены также и большей части гласных.
- Ада Квонсетт — колоритная старушка-«божий одуванчик». Несмотря на наивную внешность, хитра, изворотлива, умеет манипулировать людьми. Пользуясь различными лазейками в системе проверки билетов, умудряется проникать на борт авиалайнеров и летать «зайцем». Главный секрет её «успеха» — стремление авиакомпаний избежать огромных убытков от простоя лайнера на земле (в любой авиакомпании знают, что убыток от провоза лишнего пассажира несопоставим с тем ущербом, который возникает при задержке рейса для повторной проверки билетов).

## История написания романа
Ранее Хейли написал новеллу «Взлётно-посадочная полоса ноль-восемь» по сценарию телевизионной постановки «Полёт в опасность» (англ. Flight into Danger) 1956 года. Эта новелла позже послужила основой для фильмов «Ноль часов!» (англ. Zero Hour!, 1957) и «Ужас в небесах» (англ. Terror in the Sky, 1971). Сюжет ВПП 08 использован в комедии «Аэроплан!» (англ. Airplane!) 1980 года (в фильме также использован ряд сюжетных ходов из «Аэропорт 75»).
Сюжет с пассажиром, который с целью получения страховки родственниками в Чикаго садится на Boeing 707, а вскоре после вылета взрывает бомбу в туалете, перекликается с реальной катастрофой Boeing 707 под Юнионвиллом в 1962 году, а также с катастрофой DC-6 под Уилмингтоном в 1960 году.

## Русский перевод
На русском языке роман впервые был опубликован в журнале «Иностранная литература» в 1971 году (№ 8-10) в переводе Татьяны Кудрявцевой и Татьяны Озёрской. В их переводе была сглажена одна из сцен: пышнотелая девушка-страховой агент, которая ради победы в конкурсе предложила Д. О. Герреро застраховаться на максимальную сумму в $ 300 000, в оригинале носит имя «Bunnie Vorobioff» (Банни Воробьёфф (Банни Воробьёва)), в переводе же её фамилия не упоминается.